# Adriatica Ionica Race
L'Adriatica Ionica Race è una breve corsa a tappe maschile di ciclismo su strada che si svolge ogni anno nel mese di giugno, nei paesi che si affacciano sull'Adriatico e sull'Ionio. Creata nel 2018, fa parte del calendario UCI Europe Tour come evento di classe 2.1.

## Albo d'oro
Aggiornato all'edizione 2023.
| Anno | Vincitore                             | Secondo                               | Terzo                                 |
| ---- | ------------------------------------- | ------------------------------------- | ------------------------------------- |
| 2018 | Iván Sosa                             | Giulio Ciccone                        | Ildar Arslanov                        |
| 2019 | Mark Padun                            | Ben Hermans                           | James Knox                            |
| 2020 | annullata per la Pandemia di COVID-19 | annullata per la Pandemia di COVID-19 | annullata per la Pandemia di COVID-19 |
| 2021 | Lorenzo Fortunato                     | Merhawi Kudus                         | Vadim Pronskij                        |
| 2022 | Filippo Zana                          | Natnael Tesfatsion                    | Vadim Pronskij                        |
| 2023 | annullata per problemi organizzativi  | annullata per problemi organizzativi  | annullata per problemi organizzativi  |
| 2024 | annullata                             | annullata                             | annullata                             |